# Lijst van rivieren in Manitoba

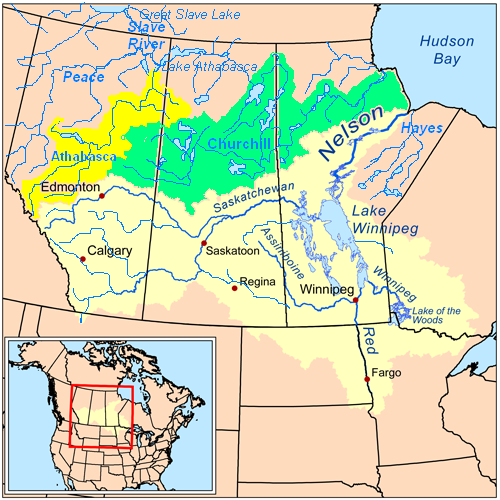
Stroomgebieden in Alberta, Saskatchewan en Manitoba

Dit is een lijst van rivieren in Manitoba, een provincie van Canada.

## Naar drainagebekken
De rivieren in deze lijst zijn geordend naar drainagebekken en de opeenvolgende zijrivieren zijn ingesprongen weergegeven onder de naam van elke hoofdrivier.
De gehele provincie Manitoba bevindt zich binnen het drainagebekken van de Hudsonbaai.
- Nelson
  - Winnipegmeer
    - Winnipeg
    - Red
      - Assiniboine
        - Qu'Appelle
        - Souris

    - Saskatchewan
      - Winnipegosismeer

## A
- Antler
- Armstrong
- Assean
- Assiniboine

## B
- Beaver Creek
- Berens
- Black Duck Creek
- Black Duck River
- Bloodvein
- Bolton
- Boots Creek
- Boyne
- Broad
- Brokenhead[1]
- Burntwood

## C
- Carrot
- Churchill
- Cochrane

## D
- Dauphin

## E
- Echimamish
- Echoing

## F
- Fairford
- Fox

## G
- Gainsborough Creek
- Gods
- Goose Creek (Manitoba, Nelson)
- Goose River (Manitoba-Saskatchewan)
- Grass

## H
- Hargrave
- Hayes

## J
- Joe

## L
- La Salle
- Leslie Creek
- Limestone
- Little Churchill
- Little Partridge
- Little Saskatchewan

## M
- Manigotagan
- Minago
- Mink
- Mistik Creek

## N
- Nelson

## O
- Omand's Creek
- Owl

## P
- Pasquatchai
- Pembina
- Pineroot
- Poplar

## Q
- Qu'Appelle

## R
- Rat (zijrivier Burntwood)
- Rat (zijrivier Red River of the North)
- Red River of the North
- Roaring
- Roseau

## S
- Saskatchewan
- Seal
- Seine
- Shell
- Silcox Creek
- Sky Pilot Creek
- Souris
- Sturgeon
- Swan
- Swift Creek

## T
- Tiny Creek

## V
- Vamp Creek

## W
- Waterhen
- Weir
- Wesachewan
- Whitefish
- Whitemouth
- Whitemud
- Whiteshell
- Winnipeg
- Wolf